# فلاديمير ريميك
فلاديمير ريميك (مواليد 26 سبتمبر 1948) هو سياسي ودبلوماسي تشيكي وطيار عسكري ورائد فضاء سابق.